# اوریای حتی

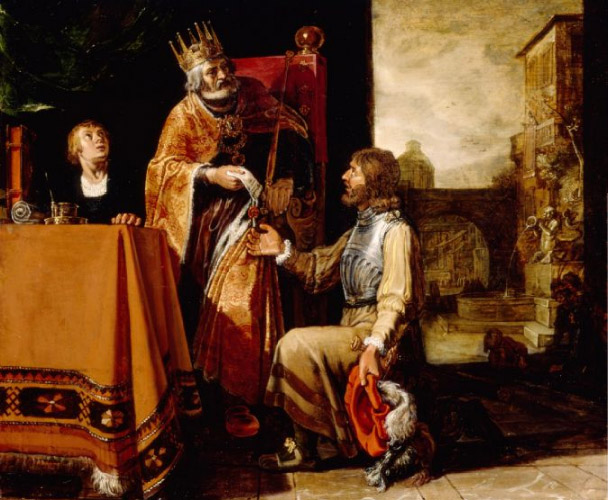
یک نقاشی از پادشاه داوود در حال اهدای فرمان‌نامه به اوریای حتی، اثر پیتر لاستمن ۱۶۱۹ میلادی

اوریای حِتی (به عبری: אוִּרָיּה) نام یکی از ۴ شخصیت عهد عتیق است که اوریا نام داشت.
اوریای حتی در فهرست یکی از قهرمان‌های داوود در کتاب‌ سموئیل دوم (۲۳:۳۹) ثبت شده‌است. هنگامی که اوریای حتی برای داوود، مشغول پیکار بود، داوود همسرش بث‌شبع را بر روی پشت بام می‌بیند که مشغول حمام کردن است. او دستور می‌دهد تا آن زن را به پیشش بیاورند و سپس با او همبستر می‌شود. بعدها به داوود اطلاع می‌دهند که بث‌شبع حامله است. از این رو داوود، اوریا را فرا می‌خواند و او را ترغیب می‌کند که به خانه برگردد تا با بث‌شبع بخوابد تا بدین طریق سؤالی دربارهٔ هویت پدر بچه ایجاد نشود. اوریا که به اورشلیم بازگشت، حاضر نشد به خانه خودش برود و با حرام کردن همبستری خود با زنش تا پایان جنگ، از این کار خودداری می‌کند. از این‌رو داوود، او را به میدان نبردی که درگیری شدیدی بوده گسیل می‌دارد به امید اینکه او کشته خواهد شد؛ و همین اتفاق هم می‌افتد. پس از آن داوود با بث‌شبع ازدواج می‌کند. اما ناتان که پیامبر بنی اسرائیل بود او را بابت خیانتش به اوریای حتی توبیخ می‌کند.